# Castell de Brodick
El castell de Brodick (en anglès Brodick Castle) és un castell situat prop del port de Brodick, a l'illa d''Arran, en el Fiord de Clyde (Escòcia). Va ser la seu del Duc d'Hamilton, però en l'actualitat és possessió de National Trust for Scotland.

## Alta Edat Mitjana
A la zona on se situa el Castell de Brodick ha existit una fortalesa almenys des del segle V quan els invasors escots van arribar des del comtat d'Antrim per expandir el regne Dalriada.
Al segle X va augmentar la influència noruega a la zona, i Arran va passar a formar part de les denominades Súðreyjar o "illes meridionals" (les actuals Hèbrides Exteriors), administrades bé des de Dublín o des de les Òrcades, i nominalment sota control del rei de Noruega. Aquesta influència pot notar-se encara en alguns dels topònims de l'illa, inclòs el mateix Brodick, que prové de Breiðvík ("Badia ampla"). Aquesta ubicació sembla haver estat relativament important durant l'Edat Mitjana, a causa de la seva posició estratègica en el fiord de Clyde.
A mitjan segle xiii Arran formava part del Regne de Mann i les Illes, regit per dues virreis noruec-escots, delegats al seu torn del rei Haakon IV de Noruega. Alexandre III d'Escòcia havia heretat del seu pare el desig de dominar les illes per establir el seu regne, i va realitzar nombrosos intents infructuosos per aconseguir-ho. L'any 1262 el jarl o comte de Ross va saquejar l'illa de Skye amb l'aprovació del rei d'Escòcia, i Haakon va decidir venjar aquest afront, per la qual cosa el juliol de 1262 va partir cap a Escòcia amb una gran flota. Després d'unir-se a les flotes dels seus virreis i mostrar el seu poder a l'ample de les Hèbrides, les forces d'Haakon van ancorar en la Badia de Lamlash, a Arran, on es van entrevistar amb enviats del rei escocès. Aquesta ambaixada no va aconseguir el seu objectiu d'apaivagar al rei noruec, per la qual cosa va començar la batalla de Largs, a escassa distància d'Arran en el fiord de Clyde. Els escocesos van sortir victoriosos de la batalla, i les forces noruegues es van retirar de nou a Arran, i més tard a les Órcades, on Haakon va morir. El consegüent tractat de Perth, signat en 1266, va cedir el domini de les illes a Escòcia.

## Interregne i guerres d'independència
Quan tant Alexandre com la seva hereva, Margarida, van morir prematurament, el regne d'Escòcia va entrar en una etapa turbulenta. L'any 1291, Eduard I d'Anglaterra va ser cridat per triar al successor. El triat va ser Joan Balliol, qui va haver d'acceptar al rei Eduard com el seu sobirà. El rei Joan va desafiar a Eduard en 1295, perquè no va respondre a la seva petició d'ajuda en les seves guerres contra França. Per això, Eduard va envair Escòcia, obligant al rei Joan a abdicar. Durant aquesta etapa, el castell de Brodick va albergar a algunes companyies de l'exèrcit anglès. A més, després del període que Robert I d'Escòcia va passar ocult, després de la seva derrota en la batalla de Methven, el Castell de Brodick va ser el primer que va conquistar en la seva lluita per reconquistar el país.

## L'Edat Moderna: els Hamilton
L'any 1406, el castell va quedar greument danyat durant un atac anglès. Danys encara majors li va infligir a l'edifici Juan de Islay, el 1455. En algun moment després de 1470 el castell li va ser atorgat per Jaume III d'Escòcia al seu cunyat, James Hamilton (primer Lord Hamilton). El seu fill, James Hamilton va ser nomenat Comte d'Arran l'any 1503.
Sota el domini dels Hamilton, el castell va ser reconstruït l'any 1510 amb l'estructura d'una casa torre, encara que va sofrir nous desperfectes durant l'anomenat Rough Wooing ("Festeig violent") de María I Estuard: el Comte de Lennox va atacar el castell per ordre d'Enric VIII d'Anglaterra, en venjança per les accions del segon comte d'Arran, qui havia intentat casar a Maria Estuard amb Francesc II de França. El castell va ser reconstruït i ampliat durant aquesta època.
El castell de Brodick tampoc va escapar a les convulsions religioses que van afectar el segle XVII: en 1639 Escòcia es va dividir entre el presbiterianisme i el episcopalisme. James Hamilton va ser enviat pel rei d'Anglaterra per intentar imposar la dissolució de l'Església d'Escòcia. Archibald Campbell, Marquès d'Argyll, regent de facto d'Escòcia i capdavanter de la facció presbiteriana, va assetjar a Hamilton al castell de Brodick. La possessió del castell es va alternar durant els anys següents entre Hamilton i Campbell. L'any 1650, els parlamentaristes d'Oliver Cromwell van controlar el castell i ho van estendre construint una bateria d'artilleria per defensar el fiord de Clyde des d'aquesta posició estratègica.
Acabada la guerra, el castell de Brodick, en possessió dels Hamilton, va ser empleat principalment com a residència d'esbarjo per a excursions de caça. Ja al segle XIX  es va convertir en la residència del fill major d'Alexander Hamilton (desè Duc d'Hamilton).
El 1844, es va dur a terme una extensiva labor de reconstrucció i ampliació del castell, gairebé triplicant la seva grandària, sota la supervisió de l'arquitecte James Gillespie Graham. L'any 1906 l'última descendent de la família Hamilton es va casar amb James Graham, sisè Duc de Montrose, de manera que per primera vegada en més de cinc-cents anys el castell va deixar de pertànyer als Hamilton.

## En l'actualitat
El castell i els jardins que ho envolten són actualment propietat del National Trust for Scotland. El castell està obert al públic entre abril i octubre, d'11.00 a. m. a 4.00 p. m.